# Cantone di Douvrin
Il Cantone di Douvrin è una divisione amministrativa dell'arrondissement di Béthune.
A seguito della riforma approvata con decreto del 24 febbraio 2014, che ha avuto attuazione dopo le elezioni dipartimentali del 2015, è passato da 5 a 14 comuni.

## Composizione
I 5 comuni facenti parte prima della riforma del 2014 erano:
- Billy-Berclau
- Douvrin
- Givenchy-lès-la-Bassée
- Haisnes
- Violaines

Dal 2015 i comuni appartenenti al cantone sono i seguenti 14:
- Annequin
- Auchy-les-Mines
- Billy-Berclau
- Cambrin
- Cuinchy
- Douvrin
- Festubert
- Givenchy-lès-la-Bassée
- Haisnes
- Lorgies
- Noyelles-lès-Vermelles
- Sailly-Labourse
- Vermelles
- Violaines